# Guillermo Hauché
Guillermo Fernando Hauché (La Plata, 31 marzo 1993) è un calciatore argentino, attaccante dello Sp. Luqueño.

## Caratteristiche tecniche
È una seconda punta.

## Carriera

### Club
Cresciuto nelle giovanili del Lanús, nel 2013 è stato acquistato dal Racing Club. Ha esordito in prima squadra il 15 marzo 2014 in occasione del match di campionato perso 2-0 contro il Newell's Old Boys.